# سيرج بين بوزون
سيرج بين بوزون (بالفرنسية: Serge Bozon)‏ هو ناقد سينمائي ومخرج وممثل فرنسي، ولد في 8 نوفمبر 1972 بآكس أون بروفانس في فرنسا.

## وصلات خارجية
- سيرج بين بوزون على موقع IMDb (الإنجليزية)
- سيرج بين بوزون على موقع ميتاكريتيك (الإنجليزية)
- سيرج بين بوزون على موقع روتن توميتوز (الإنجليزية)
- سيرج بين بوزون على موقع ألو سيني (الفرنسية)
- سيرج بين بوزون على موقع أول موفي (الإنجليزية)
- سيرج بين بوزون على موقع قاعدة بيانات الأفلام السويدية (السويدية)
- سيرج بين بوزون على موقع قاعدة بيانات الفيلم (الإنجليزية)
- سيرج بين بوزون على موقع كينوبويسك (الروسية)